# Government of Ireland Act 1914
Government of Ireland Act 1914 var den brittiska parlamentsakt från 1914, som var tänkt att ge Irland självstyre. Den långa titeln var "An Act to provide for the better Government of Ireland.", och lagen var den första i sitt slag i Storbritannien.
När första världskriget började 1914, sköts beslutet på framtiden, precis som kontroversiella Welsh Church Act 1914, och 1920 upphävdes beslutet. I stället infördes då Government of Ireland Act 1920, och 1922 utropades Irländska fristaten.

### Fotnoter
1. ↑  ”Ireland” (på engelska). World Statesmen. http://www.worldstatesmen.org/Ireland.htm. Läst 14 maj 2013.